# Шарифходжаев, Мурат
Шарифходжаев Мурат Шарифходжаевич (узб. Sharifxoʻjayev Murod Sharifxoʻjayevich) — Академик Академии наук Узбекистана (1995), доктор экономических наук (1976), Заслуженный деятель наук Узбекистана (1981).

## Биография
Окончил  Ташкентский финансовый институт в 1953 году.
Работал в данном институте аспирантом, ассистентом, доцентом, заведующим кафедрой до 1975 года.
В 1976-1986 гг. - Ректор Ташкентского института народного хозяйства.
В 1994—1995 гг. - Заместитель премьер-министра - Председатель Государственного комитета по статистике Республики Узбекистан.
В 1991—2005 гг. - Ректор Ташкентского финансового института.
В 2005-2006 гг. - Член и Председатель Сената Олий Мажлиса Республики Узбекистан. Вышел в отставку по состоянию здоровья.